# Jean Baptiste Kléber
Jean Baptiste Kléber, francoski general, * 1753, † 1800.
1. ↑  data.bnf.fr: platforma za odprte podatke — 2011.
2. ↑  SNAC — 2010.
3. 1 2  Record #11894780X // Gemeinsame Normdatei — 2012—2016.
4. ↑  Encyclopædia Britannica
5. ↑  Brockhaus Enzyklopädie
6. ↑  Brozović D., Ladan T. Hrvatska enciklopedija — LZMK, 1999. — 9272 p.